# Егоров, Михаил Николаевич
Михаил Николаевич Егоров (13 января 1918, Николо-Эдома, Ярославская губерния — 24 ноября 1999, Сызрань, Самарская область) — передовик советской энергетики, старший мастер Сызранской ТЭЦ Куйбышевэнерго Министерства энергетики и электрификации СССР, Куйбышевская область, Герой Социалистического Труда (1966). Почётный гражданин Сызрани (1967).

## Биография
Родился 13 января 1918 года в селе Николо-Эдома Романово-Борисоглебского уезда (ныне — Тутаевского района Ярославской области) в русской семье.
После завершения обучения в школе в 1935 году начал свою трудовую деятельность, поступив на работу слесарем турбинного цеха Ярославской ТЭЦ.
С 1938 по 1946 год проходил военную службу в рядах Красной армии. Служил на Тихоокеанском флоте, старшиной группы мотористов на торпедном катере. Участник военных операций в войне с Японией.
Демобилизовавшись в 1946 году, трудился на Артемовской ТЭЦ, откуда переводом в 1949 году был отправлен на работу на Сызранскую ТЭЦ, где и отработал всю свою оставшуюся трудовую жизнь. Почти в 70 лет вышел на заслуженный отдых. Являясь опытным теплоэнергетиком, постоянно продолжал свой профессиональный рост. Работал на различных должностях: бригадиром слесарей, старшим мастером, заместителем начальника турбинного цеха по ремонту. Лучший рационализатор Сызранской ТЭЦ. Работал с молодыми кадрами, передавая им свои навыки и опыт.
Указом Президиума Верховного Совета СССР от 4 октября 1966 года Михаилу Николаевичу Егорову было присвоено звание Героя Социалистического Труда с вручением ордена Ленина и золотой медали «Серп и Молот».
Активный участник общественно-политической жизни города и области. Избирался депутатом областного Совета трудящихся XI и XII созывов.
В 1967 году был удостоен почётного звания «Почётный гражданин Сызрани».
Проживал в городе Сызрань. Умер 24 ноября 1999 года.

## Награды
За трудовые успехи удостоен:
- золотая звезда «Серп и Молот» (4.10.1966),
- орден Ленина (4.10.1966),
- Орден Отечественной войны II степени,
- Медаль «За победу над Японией»,
- другие медали.
- Почётный гражданин города Сызрани (1967).